# Erwin Häming
Erwin Häming (* 27. Oktober 1953) ist ein ehemaliger deutscher Fußballspieler.

## Karriere
Häming spielte in der Jugend des MSV Duisburg. Mit der A-Jugend des MSV erreichte er in der Saison 1971/72 das Endspiel um die deutsche Fußballmeisterschaft der A-Jugendlichen. Das Endspiel wurde in Stuttgart ausgetragen. Häming spielte in der Abwehr, von Trainer Willibert Kremer und das Endspiel wurde 2:0 gewonnen, so dass der MSV den Meistertitel feiern konnte. Aus dem Meisterteam schaffte Häming, neben den Spielern Klaus Bruckmann, Ernst Savkovic, Lothar Schneider, Werner Schneider und Ronald Worm den Sprung ins Profiteam. Alle anderen konnten sich bei den Duisburgern durchsetzen, doch Häming kam in zwei Spielzeiten lediglich auf einen Einsatz in der Bundesliga. Er spielte in der Saison 1973/74 bei der Auswärtsniederlage gegen Kickers Offenbach. 1974 wechselte er in die 2. Bundesliga zur SpVgg Erkenschwick. Häming wurde Stammspieler und absolvierte in seiner ersten Spielzeit 27. Spiele. Erkenschwick landete auf dem 16. Tabellenplatz der Abschlusstabelle und schaffte knapp den Klassenerhalt. Im Folgejahr ereilte die Spielvereinigung der Abstieg. In den nächsten Jahren lief Häming in der Oberliga auf und errang in der Saison 1979/80 zusammen mit Sönke Wortmann den Meistertitel und den Aufstieg in die 2. Bundesliga.